# أندرو تود
أندرو تود (بالإنجليزية: Andrew Todd) هو لاعب بولينغ نيوزلندي، ولد في 16 ديسمبر 1966.

## روابط خارجية
- أندرو تود على موقع اللجنة الأولمبية النيوزيلندية (الإنجليزية)
- أندرو تود على موقع اتحاد ألعاب الكومنولث (مؤرشف) (الإنجليزية)